# Hénonville
Hénonville – miejscowość i gmina we Francji, w regionie Hauts-de-France, w departamencie Oise.
Według danych na rok 1990 gminę zamieszkiwało 776 osób, a gęstość zaludnienia wynosiła 113 osób/km² (wśród 2293 gmin Pikardii Hénonville plasuje się na 369. miejscu pod względem liczby ludności, natomiast pod względem powierzchni na miejscu 701.).